# Indische Cricket-Nationalmannschaft in Neuseeland in der Saison 2022/23
Die Tour der indischen Cricket-Nationalmannschaft nach Neuseeland in der Saison 2022/23 fand vom 18. bis zum 30. November 2022 statt. Die internationale Cricket-Tour war Bestandteil der Internationalen Cricket-Saison 2022/23 und umfasste drei One-Day Internationals und drei Twenty20s. Indien gewann die Twenty20-Serie 1–0, während Neuseeland die ODI-Serie 1–0 gewann.

## Vorgeschichte
Beide Mannschaften spielten zuvor beim ICC Men’s T20 World Cup 2022 und schieden dort jeweils im Halbfinale aus. Das letzte Aufeinandertreffen der beiden Mannschaften bei einer Tour fand in der Saison 2021/22 in Indien statt.

## Stadien
Die folgenden Stadien wurden für die Tour als Austragungsort vorgesehen.
| Stadion                     | Stadt           | Kapazität | Spiele |
| --------------------------- | --------------- | --------- | ------ |
| Eden Park                   | Auckland        | 50.000    | 1. ODI |
| Hagley Oval                 | Christchurch    | 20.000    | 3. ODI |
| Seddon Park                 | Hamilton        | 10.000    | 2. ODI |
| Bay Oval                    | Mount Maunganui | 10.000    | 2. T20 |
| McLean Park                 | Napier          | 22.500    | 3. T20 |
| Wellington Regional Stadium | Wellington      | 34.500    | 1. T20 |

## Kaderlisten
Indien benannte seine Kader am 31. Oktober 2022. Neuseeland benannte seine Kader am 15. November 2022.
| ODI | ODI | T20 | T20 |
| Neuseeland | Indien | Neuseeland | Indien |
| --- | --- | --- | --- |
| - Kane Williamson (K) - Finn Allen - Michael Bracewell - Devon Conway - Lockie Ferguson - Matt Henry - Tom Latham (wk) - Daryl Mitchell - Adam Milne - James Neesham - Henry Nicholls - Glenn Phillips - Mitchell Santner - Tim Southee | - Shikhar Dhawan (K) - Rishabh Pant (K, wk) - Shahbaz Ahmed - Yuzvendra Chahal - Deepak Chahar - Shubman Gill - Deepak Hooda - Shreyas Iyer - Umran Malik - Sanju Samson - Kuldeep Sen - Arshdeep Singh - Washington Sundar - Shardul Thakur - Kuldeep Yadav - Suryakumar Yadav | - Kane Williamson (K) - Finn Allen - Michael Bracewell - Mark Chapman - Devon Conway (wk) - Lockie Ferguson - Daryl Mitchell - Adam Milne - James Neesham - Glenn Phillips - Mitchell Santner - Ish Sodhi - Tim Southee - Blair Tickner | - Hardik Pandya (K) - Rishabh Pant (K, K) - Yuzvendra Chahal - Shubman Gill - Deepak Hooda - Shreyas Iyer - Ishan Kishan - Bhuvneshwar Kumar - Umran Malik - Harshal Patel - Sanju Samson (wk) - Arshdeep Singh - Mohammed Siraj - Washington Sundar - Kuldeep Yadav - Suryakumar Yadav |

## Twenty20 Internationals

### Erstes Twenty20 in Wellington
| 18. November Scorecard | Wellington | Neuseeland | – | Indien |
|                        |            | Abgesagt   |   |        |

Das Spiel wurde aufgrund von Regenfällen abgesagt.

### Zweites Twenty20 in Mount Maunganui
| 20. November Scorecard | Mount Maunganui | Indien 191-6 (20)          | – | Neuseeland 236 (18.5) |
|                        |                 | Indien gewinnt mit 65 Runs |   |                       |

Neuseeland gewann den Münzwurf und entschied sich als Schlagmannschaft zu beginnen. Für Indien konnte Eröffnungs-Batter Ishan Kishan zusammen mit dem dritten Schlagmann Suryakumar Yadav eine Partnerschaft bilden. Kishan schied nach 36 Runs aus und an der Seite von Yadav erreichten Shreyas Iyer und Hardik Pandya jeweils 13 Runs. Yadav beendete das Innings ungeschlagen mit einem Century über 111 Runs aus 51 Bällen. Bester neuseeländischer Bowler war Tim Southee mit 3 Wickets für 34 Runs. Neuseeland begann mit einer Partnerschaft zwischen Eröffnungs-Batter Devon Conway und dem dritten Schlagmann Kane Williamson. Conway schied nach 25 Runs aus und an der Seite von Williamson erzielten Glenn Phillips 12 und Daryl Mitchell 10 Runs. Williamson verlor sein Wicket nach einem Fifty über 61 aus und den verbliebenen Battern gelang es nicht die Vorgabe einzuholen. Bester indischer Bowler war Deepak Hooda mit 4 Wickets für 10 Runs. Als Spieler des Spiels wurde Suryakumar Yadav ausgezeichnet.

### Drittes Twenty20 in Napier
| 22. November Scorecard | Napier | Neuseeland 160 (19.4)      | – | Indien 75-4 (9/9) |
|                        |        | Unentschieden (D/L method) |   |                   |

Das Spiel begann nach Regenfällen verspätet. Neuseeland gewann den Münzwurf und entschied sich als Schlagmannschaft zu beginnen. Zunächst erzielte neben Eröffnungs-Batter Devon Conway der dritten Schlagmann Mark Chapman 12 Runs, bevor sich Glenn Phillips an der Seite von Conway etablieren konnte. Phillips verlor sein Wicket nach einem Fifty über 54 Runs und Conway nach 54 Runs. Von den verbliebenen Battern konnte lediglich Daryl Mitchell mit 10 Runs eine zweistellige Run-Zahl erzielen, bevor Neuseeland im letzte Over das letzte Wicket verlor. Beste indische Bowler waren Mohammed Siraj mit 4 Wickets für 17 Runs und Arshdeep Singh mit 4 Wickets für 37 Runs. Nachdem für Indien Ishan Kishan nach 10 Runs ausschied, bildeten Rishabh Pant und Suryakumar Yadav eine Partnerschaft. Pant schied nach 11 Runs aus und Yadav fand mit Hardik Pandya einen weiteren Partner. Nachdem Yadav nach 13 Runs sein Wicket verloren hatte, konnte Pandya mit 30* Runs das Unentschieden nach DLS-Methode sichern, als das Spiel nach 9 Overn abgebrochen wurde. Bester neuseeländischer Bowler war Tim Southee mit 2 Wickets für 27 Runs. Als Spieler des Spiels wurde Mohammed Siraj.

## One-Day Internationals

### Erstes ODI in Auckland
| 25. November Scorecard | Auckland | Indien 306-7 (50)                | – | Neuseeland 309-3 (47.1) |
|                        |          | Neuseeland gewinnt mit 7 Wickets |   |                         |

Neuseeland gewann den Münzwurf und entschied sich als Feldmannschaft zu beginnen. Indien begann mit den Eröffnungs-Battern Shikhar Dhawan und Shubman Gill, die eine Partnerschaft über 124 Runs erzielten. Gill schied nach einem Fifty über 50 Runs aus und Dhawan kurz darauf nach 72 Runs. Ihnen folgte Shreyas Iyer, an dessen Seite Rishabh Pant 15 Runs und Sanju Samson 36 Runs erreichte. Nachdem er mit Washington Sundar eine Partnerschaft bildete, schied er selbst im letzten Over nach einem Half-Century üb er 80 Runs aus. Sundar beendete das innings ungeschlagen mit 37* Runs und erhöhte so die Vorgabe auf 307 Runs. Beste neuseeländische Bowler waren Lockie Ferguson mit 3 Wickets für 59 Runs und Tim Southee mit 3 Wickets für 73 Runs. Für Neuseeland bildeten die Eröffnungs-Batter Finn Allen und Devon Conway eine erste Partnerschaft. Allen schied nach 22 Runs aus und wurde durch Kane Williamson ersetzt. Nachdem Conway nach 24 Runs sein Wicket verlor und der hineinkommende Daryl Mitchell 11 Runs erreichte, konnte sich Tom Latham an der Seite von Williamson etablieren. Zusammen erzielten sie eine Partnerschaft über 221* runs und konnten so die Vorgabe einholen. Williamson erzielte dabei ein Fifty über 94 Runs, während Latham ein Century über 145 Runs aus 104 Bällen erzielte. Bester indischer Bowler war Umran Malik mit 2 Wickets für 66 Runs. Als Spieler des Spiels wurde Tom Latham ausgezeichnet.

### Zweites ODI in Hamilton
| 27. November Scorecard | Hamilton | Indien 89-1 | – | Neuseeland |
|                        |          | No Result   |   |            |

Das Spiel wurde auf Grund eines nassen Feldes verspätet begonnen. Neuseeland gewann den Münzwurf und entschied sich als Feld-Mannschaft zu beginnen. Kurz nach Beginn des Spiels begann es erneut zu Regnen und das Spiel wurde auf 29 Over pro Seite verkürzt. Für Indien bildete Eröffnungs-Batter Shubman Gill zusammen mit dem dritten Schlagmann Suryakumar Yadav eine Partnerschaft. Als Gill 45* Runs und Yadav 34* Runs erreicht hatten, musste das Spiel wegen erneuter Regenfälle beim Stand von 89/1 abgebrochen werden. Das neuseeländische Wicket erzielte Matt Henry.

### Drittes ODI in Christchurch
| 30. November Scorecard | Christchurch | Indien 219 (47.3) | – | Neuseeland 104-1 (18) |
|                        |              | No Result         |   |                       |

Neuseeland gewann den Münzwurf und entschied sich als Feldmannschaft zu beginnen. Für Indien begannen die Eröffnungs-Batter Shikhar Dhawan und Shubman Gill. Gill schied nach 13 Runs aus und wurde durch Shreyas Iyer ersetzt. Dhawan erreichte 28 Runs und an der Seite von Iyer erreichte Rishabh Pant 10 Runs. Nachdem auch Iyer nach 49 Runs sein Wicket verloren hatte, konnten Deepak Hooda und Washington Sundar eine Partnerschaft bilden. Hooda schied nach 13 Runs aus und nachdem Deepak Chahar 10 Runs erzielte, verlor Sundar nach einem Fifty über 51 Runs das letzte Wicket der indischen Mannschaft. Beste neuseeländische Bowler waren Daryl Mitchell mit 3 Wickets für 25 Runs und Adam Milne mit 3 Wickets für 57 Runs. Für Neuseeland konnten die Eröffnungs-Batter Finn Allen und Devon Conway eine Partnerschaft aufbauen. Allen verlor nach einem Half-Century über 57 Runs sein Wicket und kurz darauf setzte Regen ein und das Spiel musste abgebrochen werden. Conway hatte zu diesem Zeitpunkt 38* Runs erzielt. Das indische Wicket erzielte Umran Malik.

## Auszeichnungen

### Player of the Series
Als Player of the Series wurden der folgende Spieler ausgezeichnet.
| Serie    | Player of the Series |
| -------- | -------------------- |
| ODI      | Tom Latham           |
| Twenty20 | Suryakumar Yadav     |

### Player of the Match
Als Player of the Match wurden die folgenden Spieler ausgezeichnet.
| Spiel       | Player of the Match |
| ----------- | ------------------- |
| 1. ODI      | Tom Latham          |
| 2. ODI      | –                   |
| 3. ODI      | –                   |
| 1. Twenty20 | –                   |
| 2. Twenty20 | Suryakumar Yadav    |
| 3. Twenty20 | Mohammed Siraj      |